# ソフトバンクキャピタル
ソフトバンクキャピタル株式会社（英: SoftBank Capital Limited Partner）は、ソフトバンクグループの戦略子会社Softbank Holdings Inc.傘下のベンチャーキャピタル。会社所在地はニューヨーク州バッファローOne Seneca Tower。他にボストン、シリコンバレーにオフィスを構える。代表はロン・フィッシャー、主なパートナーはカビール・ミスラ、エリック・ヒッポー、マイケル・ペルリス、ジョルディー・レビー、スティーブ・マレーなど。運用資金の規模は500億円以上で1社につき1〜2億円から最大25億円を投じ、現在の投資ポートフォリオは約60社の企業で構成されている。これまでBuddy Media、OMGPOP、Huffington Post、Hyperpublicの投資で成功実績がある。
同グループにはSoftbank China＆India HoldingsやSB ISATといったベンチャーキャピタルもある。2015年からはソフトバンク・ビジョン・ファンドが投資の主導権を握るようになったため新規投資は行われていない。

## Softbank Holdings Inc.やSB Group US, Inc.との違い
Softbank Holdings Inc.はZiff-Davis Publishing、COMDEX、Yahoo!、キングストン・テクノロジー・カンパニー、イー・トレード等ソフトバンク本体の資金と意向を強く反映した政策投資を行っていたのに対し、SOFTBANK Capitalは3年から8年ほどの期間で投資回収をする純投資を中心に行っている。また、2014年に設立されたニケシュ・アローラが統括するSB Group US, Inc.は10年、20年先を見据えた中長期的な戦略を行っている。今後はソフトバンクキャピタルの機能を縮小させ、SB Group USの手により成熟した企業への大型投資に転換させる意向。
主な出資先はハフィントン・ポスト、バズフィード、Zynga、Gilt Groupe、Criteo 、Fitbit等。
近年の出資先はBanjo、EdCast、Flashnotes、Flight car、GLAM SQUAD、Kabbage、Kony、NowThis、Swirl、Switch、TechStars、Yieldify、Wandoujia(豌豆荚)等。

## 主な投資先
すでに売却済企業やかつてのソフトバンク・インベストメントおよびソフトバンクグループ企業からの出資・買収を含む。また、出資額は同じ投資ラウンドに出資した他社分を含む場合もある。
| 出資時期   | 企業名                                                                                           | 所在国             | 出資額            | 出資比率                       | 事業内容                                           | 備考 |
| ---------- | ------------------------------------------------------------------------------------------------ | ------------------ | ----------------- | ------------------------------ | -------------------------------------------------- | --- |
| 1994年3月  | Phoenix Technologies 出版部門                                                                    | アメリカ合衆国の旗 | 3,000万ドル       |                                | BIOSメーカー出版部門                               | |
| 1994年12月 | Ziff Communications Company 展示会部門                                                           | アメリカ合衆国の旗 | 1億2,700万ドル    |                                | 展示会                                             | |
| 1995年2月  | インターフェース・グループ 展示会部門                                                            | アメリカ合衆国の旗 | 8億ドル           |                                | COMDEX運営                                         | |
| 1995年10月 | ユニテック・テレコム                                                                             | アメリカ合衆国の旗 | 3000万ドル        | 42％                           | 通信インフラプロバイダー                           | 2002年2月2億1,400万ドル 2002年8月1億4,200万ドル 2003年3月1億3900万ドルで売却 |
| 1995年11月 | ジフ・デービス・パブリッシング                                                                   | アメリカ合衆国の旗 | 18億ドル          | 100％ 上場後62％               | コンピュータ関連出版事業                           | 1998年4月上場益1,524億円 1999年12月4億8,300万ドルで売却 |
| 1995年11月 | ヤフー                                                                                           | アメリカ合衆国の旗 | 200万ドル         | 5％                            | ポータルサイトの運営                               | 1999年2月4億1,000万ドル 2000年6月3億5,000万ドル 2001年12月3億ドル 2002年4月1億7,100万ドル 2002年8月3億7,000万ドル 2002年11月2億9,400万ドル 2011年8月11億3,500万ドルで売却 2017年1月よりAltaba NASDAQ:AABA |
| 1996年2月  | サイバーキャッシュ                                                                               | アメリカ合衆国の旗 | 1,520万ドル       | 9.9％                          | 電子決済サービス                                   | 2001年3月会社更生法 |
| 1996年4月  | ヤフー                                                                                           | アメリカ合衆国の旗 | 1億625万ドル      | 37.02％ 追加発行で30.61％      | ポータルサイトの運営                               | 追加出資 |
| 1996年6月  | 旺文社メディア                                                                                   | 日本の旗           | 417億円           | 100％                          | 出版社                                             | 当時テレビ朝日21.4%株主 1997年3月417億5,000万円で売却 |
| 1996年8月  | キングストンテクノロジー                                                                         | アメリカ合衆国の旗 | 15億800万ドル     | 80％                           | メモリモジュールメーカー                           | 1999年7月4億5000万ドルで売却 |
| 1996年12月 | JスカイB                                                                                         | 日本の旗           | 100億円           | 50％ 合併後9.90％ 上場後6.12％ | 有料放送管理事業者                                 | 2000年10月上場益144億円 2002年3月117億円で売却 2004年3月よりスカパーJSAT 東証1部:4795 |
| 1996年12月 | トレンドマイクロ                                                                                 | 日本の旗           | 35億円            | 35％ 上場後4.96％              | セキュリティ開発・販売                             | 1999年6月上場益700億円 2000年3月約669億円で売却 NASDAQ:TMICF 東証1部:4704 |
| 1998年1月  | ジオシティーズ                                                                                   | アメリカ合衆国の旗 | 2,500万ドル       | 31.88％                        | ウェブサイト提供スペース                           | |
| 1998年7月  | イー・トレード                                                                                   | アメリカ合衆国の旗 | 565億円           | 28％                           | 証券取引仲介業                                     | 2002年1月210億円 2002年7月5,500万ドルで売却 NASDAQ:ETFC |
| 1998年7月  | ヤフー                                                                                           | アメリカ合衆国の旗 | 2億5,000万ドル    | 29％                           | ポータルサイトの運営                               | 追加出資 |
| 1998年12月 | インズウェブ                                                                                     | アメリカ合衆国の旗 | 3,000万ドル       |                                | オンライン保険市場                                 | ソフトバンクインベストメント |
| 1999年7月  | モーニングスター                                                                                 | アメリカ合衆国の旗 | 9,100万ドル       |                                | 金融・経済情報の提供                               | ソフトバンクインベストメント |
| 2000年1月  | アリババグループ                                                                                 | 中華人民共和国の旗 | 2,000万ドル       | 34.1％ 上場後32.4％            | 企業間電子商取引                                   | 2016年6月79億ドルで一部売却（残り28％） NYSE:BABA |
| 2000年9月  | 日本債券信用銀行                                                                                 | 日本の旗           | 493億円           | 48.88％                        | 銀行業                                             | 2003年9月1,011億円で売却 |
| 2000年10月 | 阿里巴巴集団                                                                                     | 中華人民共和国の旗 | 2,500万ドル       |                                | 企業間電子商取引                                   | 追加出資 |
| 2001年7月  | 東京めたりっく通信                                                                               | 日本の旗           | 45億円            | 95.24％                        | 固定通信事業                                       | |
| 2004年2月  | 阿里巴巴集団                                                                                     | 中華人民共和国の旗 | 8,200万ドル       | 34.1％                         | 企業間電子商取引                                   | 追加出資 |
| 2004年7月  | 日本テレコム                                                                                     | 日本の旗           | 1,433億円         | 100％                          | 大手電気通信事業者                                 | |
| 2004年11月 | 福岡ソフトバンクホークス                                                                         | 日本の旗           | 200億円           | 100％                          | プロ野球興業                                       | 2012年3月ホーム球場を870億円で取得 |
| 2005年2月  | ケーブルアンドワイヤレスIDC                                                                      | 日本の旗           | 123億円           | 100％                          | データセンター事業                                 | |
| 2006年2月  | オーマイニュース                                                                                 | 大韓民国の旗       | 520万ドル         | 12.95％                        | オンラインメディア                                 | |
| 2006年3月  | ボーダフォン日本法人                                                                             | 日本の旗           | 1兆7,820億円      | 100％                          | 電気通信事業者                                     | |
| 2006年8月  | ハフィントンポスト                                                                               | アメリカ合衆国の旗 | 500万ドル         |                                | オンラインメディア                                 | 2011年2月AOLへ売却 |
| 2007年1月  | ベットフェア                                                                                     | イギリスの旗       | 非開示            | 23％                           | ブックメーカー                                     | 2013年7月8,000万ポンドで売却 |
| 2007年8月  | KickApps                                                                                         | アメリカ合衆国の旗 | 1,100万ドル       |                                | ソーシャルネットワーク                             | 2011年1月7,720万ドルで売却 |
| 2007年9月  | ハフィントンポスト                                                                               | アメリカ合衆国の旗 | 500万ドル         |                                | オンラインメディア                                 | 追加出資 |
| 2008年4月  | 人人網                                                                                           | 中華人民共和国の旗 | 4億3,000万ドル    | 42.9%                          | SNS                                                | |
| 2008年7月  | バズフィード                                                                                     | アメリカ合衆国の旗 | 350万ドル         |                                | オンラインメディア                                 | |
| 2008年11月 | KickApps                                                                                         | アメリカ合衆国の旗 | 1,400万ドル       |                                | ソーシャルネットワーク                             | 追加出資 |
| 2009年9月  | 吉本興業                                                                                         | 日本の旗           | 非開示            | 8.09％                         | 芸能プロダクション                                 | |
| 2010年2月  | ユーストリーム                                                                                   | アメリカ合衆国の旗 | 2,000万ドル       | 13.7％                         | 動画共有サービス                                   | 2016年1月IBMへ売却 |
| 2010年5月  | バズフィード                                                                                     | アメリカ合衆国の旗 | 800万ドル         |                                | オンラインメディア                                 | 追加出資 |
| 2010年6月  | ユーストリーム                                                                                   | アメリカ合衆国の旗 | 1,000万ドル       | 19.04％                        | 動画共有サービス                                   | 追加出資 |
| 2010年6月  | ジンガ                                                                                           | アメリカ合衆国の旗 | 1.5億ドル         |                                | ソーシャルゲーム会社                               | NASDAQ:ZNGA |
| 2010年8月  | ウィルコム                                                                                       | 日本の旗           | 410億円           | 100％                          | 電気通信事業者                                     | 2014年4月イーモバイルに吸収合併 |
| 2011年1月  | 豌豆荚                                                                                           | 中華人民共和国の旗 | 800万ドル         |                                | Androidアプリストア                                | |
| 2011年2月  | PPTV聚力                                                                                         | 中華人民共和国の旗 | 2億5,000万ドル    | 35％                           | オンラインテレビサービス                           | 2013年10月2億5,000万ドルで売却 |
| 2011年4月  | SocialFlow                                                                                       | アメリカ合衆国の旗 | 700万ドル         |                                | ソーシャルマーケティング                           | |
| 2011年5月  | Gilt Groupe                                                                                      | アメリカ合衆国の旗 | 6,250万ドル       |                                | オンラインショッピング                             | 2016年2月2億5,000万ドルで売却 |
| 2011年9月  | インモビ                                                                                         | シンガポールの旗   | 2億ドル           |                                | モバイル広告                                       | |
| 2011年9月  | Techstars                                                                                        | アメリカ合衆国の旗 | 2,400万ドル       |                                | スタートアップ アクセラレーター                    | |
| 2012年1月  | バズフィード                                                                                     | アメリカ合衆国の旗 | 1,550万ドル       |                                | オンラインメディア                                 | 追加出資 |
| 2012年3月  | アルデバランロボティクス                                                                         | フランスの旗       | 1億ドル           |                                | ロボットメーカー                                   | |
| 2012年9月  | Criteo                                                                                           | フランスの旗       | 4,000万ドル       |                                | オンライン広告                                     | NASDAQ:CRTO |
| 2013年1月  | イーモバイル                                                                                     | 日本の旗           | 3,240億円         | 100％                          | 電気通信事業者                                     | |
| 2013年1月  | バズフィード                                                                                     | アメリカ合衆国の旗 | 1,930万ドル       |                                | オンラインメディア                                 | 追加出資 |
| 2013年4月  | SocialFlow                                                                                       | アメリカ合衆国の旗 | 1,000万ドル       |                                | ソーシャルマーケティング                           | 追加出資 |
| 2013年5月  | ガンホー                                                                                         | 日本の旗           | 249億7,600万円    |                                | オンラインゲーム                                   | 2016年6月730億で売却(残り2%) 東証1部:3765 |
| 2013年5月  | NowThis News                                                                                     | アメリカ合衆国の旗 | 480万ドル         |                                | オンラインメディア                                 | |
| 2013年7月  | スプリント                                                                                       | アメリカ合衆国の旗 | 216億ドル         | 78％                           | 携帯電話事業者                                     | NYSE:S |
| 2013年7月  | クリアワイア                                                                                     | アメリカ合衆国の旗 | 22億ドル          | 100％                          | 携帯電話事業者                                     | |
| 2013年8月  | Fitbit                                                                                           | アメリカ合衆国の旗 | 4,300万ドル       |                                | フィットネス製品メーカー                           | NYSE:FIT |
| 2013年8月  | Jasper Infotech                                                                                  | インドの旗         | 7,500万ドル       |                                | ECサイト スナップディール運営                      | 2017年5月株式評価損 1,140億5,900万円計上 |
| 2013年9月  | Jawbone                                                                                          | アメリカ合衆国の旗 | 4,300万ドル       |                                | フィットネス製品メーカー                           | 2017年7月清算手続開始 Fortress Investment |
| 2013年10月 | スーパーセル                                                                                     | フィンランドの旗   | 15億3,000万ドル   | 50.5％                         | オンラインゲーム                                   | 2016年6月73億ドルで売却 |
| 2014年1月  | ブライトスター                                                                                   | アメリカ合衆国の旗 | 12億6,000万ドル   | 57％                           | 携帯端末の卸売                                     | |
| 2014年3月  | ザポ                                                                                             | 香港の旗           | 2,000万ドル       |                                | Bitcoinウォレット                                  | Fortress Investment |
| 2014年1月  | 豌豆荚                                                                                           | 中華人民共和国の旗 | 1億2,000万ドル    |                                | Androidアプリストア                                | 追加出資 |
| 2014年6月  | Kony                                                                                             | アメリカ合衆国の旗 | 5,000万ドル       |                                | モバイルアプリ開発 プラットフォーム                | |
| 2014年5月  | Forward Ventures                                                                                 | 大韓民国の旗       | 1億ドル           |                                | ECサイト Coupang運営                               | |
| 2014年5月  | カバッジ                                                                                         | アメリカ合衆国の旗 | 5,000万ドル       |                                | オンライン金融                                     | |
| 2014年5月  | Talkspace                                                                                        | アメリカ合衆国の旗 | 250万ドル         |                                | オンラインセラピー                                 | |
| 2014年8月  | ブライトスター                                                                                   | アメリカ合衆国の旗 | 2億9,800万ドル    | 90.8％                         | 携帯端末の卸売                                     | |
| 2014年9月  | EdCast                                                                                           | アメリカ合衆国の旗 | 600万ドル         |                                | ストリーム配信                                     | |
| 2014年9月  | XAd                                                                                              | アメリカ合衆国の旗 | 5,000万ドル       |                                | 広告配信プラットフォーム                           | |
| 2014年10月 | Jasper Infotech                                                                                  | インドの旗         | 6億2,700万ドル    | 30％超                         | ECサイト スナップディール運営                      | 追加出資 |
| 2014年10月 | トコペディア                                                                                     | インドネシアの旗   | 1億ドル           |                                | ECサイト Tokopedia運営                             | |
| 2014年10月 | Legendary entertainment                                                                          | アメリカ合衆国の旗 | 2億5,000万ドル    | 10%                            | エンターテインメント複合企業                       | 2016年1月売却 |
| 2014年10月 | DramaFever                                                                                       | アメリカ合衆国の旗 | 1億ドル           | 100％                          | オンデマンドストリーミング                         | 2016年2月売却 |
| 2014年10月 | ANIテクノロジーズ                                                                                | インドの旗         | 2億1,000万ドル    |                                | 配車アプリ Ola Cabs運営                            | |
| 2014年10月 | ジーニー                                                                                         | 日本の旗           | 非開示            | 32.9％                         | サプライサイドプラットフォーム                     | |
| 2014年11月 | Locon Solutions                                                                                  | インドの旗         | 1億ドル           |                                | 不動産検索ポータル Housing.com運営                 | 2017年1月PropTigerに吸収 |
| 2014年11月 | BigCommerce                                                                                      | アメリカ合衆国の旗 | 5,000万ドル       |                                | ECサイト構築プラットフォーム                       | |
| 2014年12月 | インモビ                                                                                         | シンガポールの旗   | 500万ドル         | 45.0%                          | モバイル広告                                       | 追加出資 |
| 2014年12月 | グラブ                                                                                           | シンガポールの旗   | 2億5,000万ドル    |                                | 配車アプリ GrabTaxi運営                            | |
| 2014年12月 | アルタエロスエナジーズ                                                                           | アメリカ合衆国の旗 | 700万ドル         |                                | 空中浮揚型風力発電機メーカー                       | |
| 2014年12月 | NowThis News                                                                                     | アメリカ合衆国の旗 | 600万ドル         |                                | オンラインメディア                                 | 追加出資 |
| 2015年1月  | 滴滴出行                                                                                         | 中華人民共和国の旗 | 6億ドル           |                                | 配車アプリDidi Chuxing （滴滴出行）運営            | |
| 2015年3月  | アルデバランロボティクス                                                                         | フランスの旗       | 非開示            | 95％                           | ロボットメーカー                                   | 追加取得 |
| 2015年3月  | リフト                                                                                           | アメリカ合衆国の旗 | 25億ドル          |                                | 配車アプリLyft運営                                 | Fortress Investment |
| 2015年3月  | Tポイント・ジャパン                                                                              | 日本の旗           | 100億円           | 35％                           | Tポイントプログラム運営                            | |
| 2015年3月  | Trikomsel                                                                                        | インドネシアの旗   | 非開示            |                                | 携帯電話代理店                                     | 2015年11月株式評価損 394億9,000万円計上 |
| 2015年3月  | サイジニア                                                                                       | 日本の旗           | 19億円            | 33.21％                        | ネットマーケティングサービス                       | 東証マザーズ:6031 |
| 2015年3月  | Quixey                                                                                           | アメリカ合衆国の旗 | 6000万ドル        |                                | アプリ検索エンジン                                 | 2017年2月事業終了 |
| 2015年4月  | Origami                                                                                          | 日本の旗           | 16億円            |                                | ショッピングアプリ                                 | |
| 2015年4月  | ANIテクノロジーズ                                                                                | インドの旗         | 4億ドル           |                                | 配車アプリ Ola Cabs運営                            | 追加出資 |
| 2015年5月  | ヤマダ電機                                                                                       | 日本の旗           | 227億円           | 5％                            | 家電量販店                                         | 東証1部:9831 |
| 2015年5月  | Switch Communications                                                                            | アメリカ合衆国の旗 | 3,500万ドル       |                                | 電話会議アプリ                                     | |
| 2015年5月  | Banjo                                                                                            | アメリカ合衆国の旗 | 1億ドル           |                                | SNSアプリ                                          | |
| 2015年5月  | Talkspace                                                                                        | アメリカ合衆国の旗 | 950万ドル         |                                | オンラインセラピー                                 | 追加出資 |
| 2015年6月  | スーパーセル                                                                                     | フィンランドの旗   | 非開示            | 73.2％                         | オンラインゲーム                                   | 追加取得 |
| 2015年6月  | Yieldify                                                                                         | イギリスの旗       | 1,150万ドル       |                                | ECサイト向けソリューション                         | |
| 2015年6月  | Forward Ventures                                                                                 | 大韓民国の旗       | 10億ドル          |                                | ECサイト Coupang運営                               | 追加出資 |
| 2015年6月  | フェッチロボティクス                                                                             | アメリカ合衆国の旗 | 2,000万ドル       |                                | ロボットメーカー                                   | |
| 2015年7月  | Cinarra Systems                                                                                  | アメリカ合衆国の旗 | 2,000万ドル       |                                | 広告配信プラットフォーム                           | |
| 2015年8月  | スプリント                                                                                       | アメリカ合衆国の旗 | 8,691万ドル       | 79.99％                        | 携帯電話事業者                                     | 追加出資 |
| 2015年8月  | Jasper Infotech                                                                                  | インドの旗         | 1億ドル           | -                              | ECサイト スナップディール運営                      | 追加取得 |
| 2015年8月  | グラブ                                                                                           | シンガポールの旗   | 3億5000万ドル     |                                | 配車アプリGrabTaxi運営                             | 追加出資 |
| 2015年8月  | オヨ・ルームズ                                                                                   | インドの旗         | 1億ドル           |                                | ホテル予約サイト                                   | |
| 2015年9月  | スプリント                                                                                       | アメリカ合衆国の旗 | 2億400万ドル      | 83％                           | 携帯電話事業者                                     | 追加取得 |
| 2015年9月  | Super League Gaming                                                                              | アメリカ合衆国の旗 | 450万ドル         |                                | eスポーツイベント興業                              | |
| 2015年9月  | ソーファイ                                                                                       | アメリカ合衆国の旗 | 10億ドル          |                                | 学生ローン                                         | |
| 2015年10月 | サイバーリーズン                                                                                 | アメリカ合衆国の旗 | 5,900万ドル       |                                | サイバーセキュリティ                               | |
| 2015年10月 | ZestFinance                                                                                      | アメリカ合衆国の旗 | 150万ドル         |                                | 金融テクノロジー                                   | Fortress Investment |
| 2015年11月 | グローファーズ                                                                                   | インドの旗         | 1億2,000万ドル    |                                | オンライン食料品配送サービス                       | |
| 2015年11月 | ANIテクノロジーズ                                                                                | インドの旗         | 5億ドル           |                                | 配車アプリ Ola Cabs運営                            | 追加出資 |
| 2016年1月  | Locon Solutions                                                                                  | インドの旗         | 1,470万ドル       |                                | 不動産検索ポータル Housing.com運営                 | 追加出資 |
| 2016年3月  | ワンタップバイ                                                                                   | 日本の旗           | 10億円            |                                | オンライン証券                                     | |
| 2016年3月  | 10x Genomics                                                                                     | アメリカ合衆国の旗 | 5,500万ドル       |                                | 次世代シーケンス 解析サービス                      | |
| 2016年3月  | ウィリアム・モリス・エンデヴァー・エンターテイメント -インターナショナル・マネジメント・グループ | アメリカ合衆国の旗 | 2億5,000万ドル    | 5～8％                         | メディア運営                                       | |
| 2016年4月  | EdCast                                                                                           | アメリカ合衆国の旗 | 1,600万ドル       |                                | ストリーム配信                                     | 追加出資 |
| 2016年4月  | Baidu Video                                                                                      | 中華人民共和国の旗 | 1億4,400万ドル    |                                | 動画ストリーミング                                 | |
| 2016年4月  | オヨ・ルームズ                                                                                   | インドの旗         | 2億ドル           |                                | ホテル予約サイト                                   | 追加出資 |
| 2016年5月  | プロロジウムテクノロジー                                                                         | 中華民国の旗       | 非開示            |                                | バッテリメーカー                                   | |
| 2016年5月  | CloudMinds（達闥）                                                                               | 中華人民共和国の旗 | 3,000万ドル       |                                | AIクラウドサービス                                 | |
| 2016年6月  | 滴滴出行                                                                                         | 中華人民共和国の旗 | 45億ドル          |                                | 配車アプリDidi Chuxing （滴滴出行）運営            | 追加出資 45億ドルの大部分は他社の出資 |
| 2016年6月  | Talkspace                                                                                        | アメリカ合衆国の旗 | 1,500万ドル       |                                | オンラインセラピー                                 | 追加出資 |
| 2016年7月  | Darktrace                                                                                        | イギリスの旗       | 6,400万ドル       |                                | サイバーセキュリティ                               | |
| 2016年8月  | hike                                                                                             | インドの旗         | 1億7,500万ドル    | 45.0%                          | メッセージングアプリ                               | |
| 2016年8月  | Packet Host                                                                                      | アメリカ合衆国の旗 | 9,420万ドル       |                                | クラウドサービス                                   | |
| 2016年8月  | ネクストVR                                                                                       | アメリカ合衆国の旗 | 8,000万ドル       |                                | VR向けのストリーミング配信                         | |
| 2016年8月  | Interactions Corporation                                                                         | アメリカ合衆国の旗 | 5,600万ドル       |                                | バーチャルアシスタント                             | |
| 2016年9月  | ARMホールディングス                                                                              | イギリスの旗       | 240億ポンド       | 100%                           | CPU設計                                            | 25％をビジョンファンドへ移管 |
| 2016年9月  | Packet Host                                                                                      | アメリカ合衆国の旗 | 940万ドル         |                                | ベアメタルクラウド プロバイダー                    | |
| 2016年9月  | グラブ                                                                                           | シンガポールの旗   | 7億5,000万ドル    |                                | 配車アプリ GrabTaxi運営                            | 追加出資 |
| 2016年10月 | ザイマージェン                                                                                   | アメリカ合衆国の旗 | 1億3,000万ドル    |                                | 微生物加工技術                                     | |
| 2016年10月 | デジタル・ドメイン （数字王国集団）                                                              | 香港の旗           | 2580万ドル        | 3％                            | VFX制作会社                                        | HK:547 |
| 2016年11月 | Locon Solutions                                                                                  | インドの旗         | 500万ドル         |                                | 不動産検索ポータル Housing.com運営                 | 追加出資 |
| 2016年12月 | ワンウェブ                                                                                       | アメリカ合衆国の旗 | 10億ドル          | 40％                           | 衛星通信会社                                       | |
| 2017年1月  | Aspiro                                                                                           | アメリカ合衆国の旗 | 2億ドル           | 33％                           | 音楽配信サービス タイダル運営                      | |
| 2017年1月  | PropTiger                                                                                        | インドの旗         | 500万ドル         |                                | 不動産検索ポータル PropTiger.com運営               | Locon Solutionsを吸収 |
| 2017年2月  | ワンタップバイ                                                                                   | 日本の旗           | 15億円            |                                | オンライン証券                                     | 追加出資 |
| 2017年2月  | ソーファイ                                                                                       | アメリカ合衆国の旗 | 5億ドル           |                                | 学生ローン                                         | 追加出資 |
| 2017年2月  | ANIテクノロジーズ                                                                                | インドの旗         | 3億3000万ドル     | 40％                           | 配車アプリ Ola Cabs運営                            | 追加出資 |
| 2017年2月  | ウィーワーク                                                                                     | アメリカ合衆国の旗 | 14億ドル          |                                | コワーキングスペース                               | |
| 2017年3月  | Viro Media                                                                                       | アメリカ合衆国の旗 | 250万ドル         |                                | VRプラットフォーム                                 | |
| 2017年3月  | Zimperium                                                                                        | アメリカ合衆国の旗 | 1500万ドル        |                                | モバイルセキュリティ                               | |
| 2017年4月  | エス・アンド・アイ                                                                               | 日本の旗           | 非開示            | 43.5％                         | システムインテグレーション事業                     | |
| 2017年4月  | 滴滴出行                                                                                         | 中華人民共和国の旗 | 55億ドル          |                                | 配車アプリDidi Chuxing （滴滴出行）運営            | 追加出資 20億ドル程度 |
| 2017年5月  | ソフトバンク・ビジョン・ファンド                                                                 | ジャージー島の旗   | 250億ドル         |                                | 投資ファンド                                       | |
| 2017年5月  | エヌビディア                                                                                     | アメリカ合衆国の旗 | 40億ドル          | 5%                             | 半導体メーカー                                     | NASDAQ:NVDA |
| 2017年5月  | ガーダントヘルス                                                                                 | アメリカ合衆国の旗 | 3億6,000万ドル    |                                | DNA解析技術                                        | NASDAQ:GH |
| 2017年5月  | インプロバブル・ワールズ                                                                         | イギリスの旗       | 5億200万ドル      |                                | VR開発ツール                                       | |
| 2017年5月  | ペイティーエム                                                                                   | インドの旗         | 14億ドル          | 20％                           | 電子決済Paytm運営                                  | |
| 2017年5月  | 99                                                                                               | ブラジルの旗       | 1億ドル           |                                | 配車アプリ 99Taxis運営                             | 2018年1月滴滴出行へ売却 |
| 2017年5月  | OSIソフト                                                                                        | アメリカ合衆国の旗 | 非開示            | significant minority           | IoTソリューション                                  | |
| 2017年6月  | サイバーリーズン                                                                                 | アメリカ合衆国の旗 | 1億ドル           |                                | サイバーセキュリティ                               | 追加出資 |
| 2017年6月  | ボストン・ダイナミクス                                                                           | アメリカ合衆国の旗 | 1億8,302万ドル    | 100％                          | ロボットメーカー                                   | |
| 2017年6月  | Super League Gaming                                                                              | アメリカ合衆国の旗 | 1500万ドル        |                                | eスポーツイベント興業                              | 追加出資 |
| 2017年6月  | Norsk Titanium                                                                                   | ノルウェーの旗     | 非開示            |                                | 航空機向けチタン部品製造                           | Triangle Holdings |
| 2017年7月  | ブレインコーポレーション                                                                         | アメリカ合衆国の旗 | 1億1,400万ドル    |                                | ロボット技術                                       | |
| 2017年7月  | プレンティ                                                                                       | アメリカ合衆国の旗 | 2億ドル           |                                | 垂直農法技術                                       | |
| 2017年7月  | ナウト                                                                                           | アメリカ合衆国の旗 | 1億5,900万ドル    |                                | 自動運転技術                                       | |
| 2017年7月  | エンコアード                                                                                     | 日本の旗           | 非開示            | 50.1％                         | エネルギーIoT プラットフォーム                     | |
| 2017年7月  | グラブ                                                                                           | シンガポールの旗   | 20億ドル          |                                | 配車アプリ GrabTaxi運営                            | 追加出資 |
| 2017年7月  | アイロボット                                                                                     | アメリカ合衆国の旗 | 非開示            | 5％未満                        | ロボットメーカー                                   | NASDAQ:IRBT |
| 2017年8月  | カバッジ                                                                                         | アメリカ合衆国の旗 | 2億5,000万ドル    |                                | オンライン金融                                     | 追加出資 |
| 2017年8月  | アルタエロスエナジーズ                                                                           | アメリカ合衆国の旗 | 750万ドル         |                                | 空中浮揚型 風力発電機メーカー                      | 追加出資 |
| 2017年8月  | ロイバントサイエンシズ                                                                           | バミューダ諸島の旗 | 11億ドル          |                                | バイオ医薬品                                       | |
| 2017年8月  | Appier                                                                                           | 中華民国の旗       | 3,300万ドル       |                                | クロスデバイス ターゲティング広告                  | |
| 2017年8月  | フリップカート                                                                                   | インドの旗         | 25億ドル          | 20％                           | ECサイトFlipkart運営                               | 2018年5月40億ドルで売却 |
| 2017年8月  | ウィーワーク                                                                                     | アメリカ合衆国の旗 | 30億ドル          |                                | コワーキングスペース                               | 追加出資 |
| 2017年9月  | ファナティクス                                                                                   | アメリカ合衆国の旗 | 10億ドル          |                                | スポーツ用品ECサイト                               | |
| 2017年9月  | Talkspace                                                                                        | アメリカ合衆国の旗 | 3,100万ドル       |                                | オンラインセラピー                                 | 追加出資 |
| 2017年9月  | オヨ・ルームズ                                                                                   | インドの旗         | 2億5,000万ドル    |                                | ホテル予約サイト                                   | 追加出資 |
| 2017年9月  | スラック                                                                                         | アメリカ合衆国の旗 | 2億5,000万ドル    |                                | メッセージングアプリ                               | NYSE:WORK |
| 2017年9月  | 衆安在線財産保険                                                                                 | 中華人民共和国の旗 | 5億5,000万ドル    | 5%                             | インターネット専業保険ZhongAn                      | |
| 2017年10月 | ANIテクノロジーズ                                                                                | インドの旗         | 11億ドル          | 約30%                          | 配車アプリ Ola Cabs運営                            | 追加出資 |
| 2017年10月 | マップボックス                                                                                   | アメリカ合衆国の旗 | 1億6,400万ドル    |                                | 地図作製ソフト                                     | |
| 2017年10月 | Petuum                                                                                           | アメリカ合衆国の旗 | 9,300万ドル       |                                | AI技術開発                                         | |
| 2017年10月 | Saudi Electricity Company                                                                        | サウジアラビアの旗 | 最大100億ドル     |                                | 電力会社                                           | 予定 |
| 2017年10月 | Vir Biotechnology                                                                                | アメリカ合衆国の旗 | 5億ドル           | -                              | 医薬品開発                                         | NASDAQ:VIR |
| 2017年11月 | Alodokter                                                                                        | インドネシアの旗   | 900万ドル         |                                | 健康情報ポータルサイト                             | |
| 2017年11月 | Innoviz Technologies                                                                             | イスラエルの旗     | 800万ドル         |                                | LiDAR技術                                          | |
| 2017年11月 | ワンタップバイ                                                                                   | 日本の旗           | 25億円            |                                | オンライン証券                                     | 追加出資 |
| 2017年12月 | コンパス                                                                                         | アメリカ合衆国の旗 | 4億5,000万ドル    |                                | 不動産仲介                                         | |
| 2017年12月 | フェッチロボティクス                                                                             | アメリカ合衆国の旗 | 4,800万ドル       |                                | ロボットメーカー                                   | 追加出資 |
| 2017年12月 | ワンウェブ                                                                                       | アメリカ合衆国の旗 | 5億ドル           |                                | 衛星通信会社                                       | 追加出資 |
| 2017年12月 | ネクセンタ・システムズ                                                                           | アメリカ合衆国の旗 | 2,000万ドル       |                                | Nexenta OS                                         | |
| 2017年12月 | レモネード                                                                                       | アメリカ合衆国の旗 | １億2,000万ドル   |                                | 住宅保険会社                                       | |
| 2017年12月 | 滴滴出行                                                                                         | 中華人民共和国の旗 | 40億ドル          |                                | 配車アプリDidi Chuxing （滴滴出行）運営            | 追加出資 |
| 2017年12月 | フォートレス・インベストメント・グループ                                                         | アメリカ合衆国の旗 | 33億ドル          |                                | 投資会社                                           | NYSE:FIG |
| 2017年12月 | ウーバー                                                                                         | アメリカ合衆国の旗 | 12億5000万ドル    |                                | 配車アプリUber運営                                 | 出資 |
| 2017年12月 | ウーバー                                                                                         | アメリカ合衆国の旗 | 77億ドル          | 15％                           | 配車アプリUber運営                                 | 公開買付 |
| 2017年12月 | Caret Games                                                                                      | 大韓民国の旗       | 138万ドル         |                                | モバイル向けゲーム会社                             | |
| 2018年1月  | アウトアインスグループ                                                                           | ドイツの旗         | 4億6,000万ユーロ  | 20％                           | オンライン中古自動車 ディーラー                    | |
| 2018年1月  | dely                                                                                             | 日本の旗           | 33.5億円          |                                | レシピ動画サービス kurashiru運営                   | |
| 2018年1月  | スノー                                                                                           | 大韓民国の旗       | 5,000万ドル       |                                | カメラアプリ                                       | |
| 2018年1月  | カテラ                                                                                           | アメリカ合衆国の旗 | 8億6,500万ドル    |                                | 建設技術会社                                       | |
| 2018年1月  | 平安健康医療科技                                                                                 | 中華人民共和国の旗 | 4億ドル           |                                | オンラインヘルスケア 平安好医生                    | |
| 2018年1月  | Wag                                                                                              | アメリカ合衆国の旗 | 3億ドル           |                                | 犬の散歩代行アプリ                                 | |
| 2018年1月  | LINEモバイル                                                                                     | 日本の旗           | 非開示            | 51％                           | MVNOサービス                                       | |
| 2018年3月  | ドアダッシュ                                                                                     | アメリカ合衆国の旗 | 5億3,500万ドル    |                                | 食品宅配                                           | |
| 2018年3月  | TwoXAR                                                                                           | アメリカ合衆国の旗 | 1,000万ドル       |                                | 製薬分野スタートアップ                             | |
| 2018年3月  | Mythic                                                                                           | アメリカ合衆国の旗 | 4,000万ドル       |                                | AIチップメーカー                                   | |
| 2018年3月  | グローファーズ                                                                                   | インドの旗         | 6,200ドル         |                                | オンライン食料品配送サービス                       | 追加出資 |
| 2018年4月  | ペイティーエム・Ｅコマース                                                                       | インドの旗         | 4億ドル           | 21.1％                         | 電子商取引                                         | |
| 2018年4月  | Nemaska Lithium                                                                                  | カナダの旗         | 9,900万カナダドル | 9.9％                          | リチウムの採掘・精錬                               | TSX:NMX |
| 2018年4月  | EarthNow                                                                                         | アメリカ合衆国の旗 | -                 | -                              | 衛星写真・動画配信                                 | |
| 2018年4月  | 満幇集団                                                                                         | 中華人民共和国の旗 | 10億ドル          | -                              | トラック配車アプリ                                 | |
| 2018年4月  | PlaySight Interactive                                                                            | イスラエルの旗     | 1,000万ドル       | -                              | スポーツ分野のデータ解析                           | |
| 2018年5月  | GMクルーズ                                                                                       | アメリカ合衆国の旗 | 22億5,000万ドル   | 19.6％                         | 自動運転技術                                       | |
| 2018年5月  | CowaRobot                                                                                        | 中華人民共和国の旗 | 2,120万ドル       | -                              | ロボット技術                                       | |
| 2018年5月  | Rael                                                                                             | アメリカ合衆国の旗 | 210万ドル         | -                              | 女性向け用品                                       | |
| 2018年5月  | Carro                                                                                            | シンガポールの旗   | 6,000万ドル       | -                              | オンライン中古自動車 ディーラー                    | |
| 2018年6月  | Cohesity                                                                                         | アメリカ合衆国の旗 | 2億5,000万ドル    | -                              | データストレージ企業                               | |
| 2018年6月  | PolicyBazaar                                                                                     | インドの旗         | 2億ドル           | -                              | オンライン保険販売                                 | |
| 2018年7月  | ライト                                                                                           | アメリカ合衆国の旗 | 1億2,100万ドル    | -                              | コンピュテーショナルイメージング技術               | |
| 2018年7月  | ヤフージャパン                                                                                   | 日本の旗           | 2,210億円         | 11％                           | ポータルサイトの運営                               | 追加出資 アルタバ持ち分をTOB |
| 2018年7月  | ウィーワークチャイナ                                                                             | 中華人民共和国の旗 | 5億ドル           | -                              | コワーキングスペース                               | |
| 2018年7月  | ブランドレス                                                                                     | アメリカ合衆国の旗 | 2億4,000万ドル    | -                              | 電子商取引                                         | |
| 2018年7月  | トレジャーデータ                                                                                 | アメリカ合衆国の旗 | 6億ドル           | -                              | データ分析                                         | ARMホールディングスが買収 |
| 2018年8月  | WeWork                                                                                           | アメリカ合衆国の旗 | 10億ドル          | -                              | コワーキングスペース                               | 追加出資 |
| 2018年8月  | 衆安在線財産保険                                                                                 | 中華人民共和国の旗 | -                 | -                              | インターネット専業保険ZhongAn                      | 追加出資 |
| 2018年8月  | ゲットアラウンド                                                                                 | アメリカ合衆国の旗 | 3億ドル           | -                              | カーシェアリング                                   | |
| 2018年8月  | Bepro                                                                                            | ドイツの旗         | 1,000万ユーロ     | -                              | サッカー技術解析                                   | |
| 2018年8月  | Atlas Protocol                                                                                   | 中華人民共和国の旗 | 300万ドル         | -                              | ブロックチェーンオンライン広告技術                 | |
| 2018年8月  | 5×5 Technologies                                                                                 | アメリカ合衆国の旗 | 400万ドル         | -                              | ドローンによる携帯電話基地局 点検ソリューション    | |
| 2018年8月  | 餓了麼                                                                                           | 中華人民共和国の旗 | 30億ドル          | -                              | オンライン食料品配送サービスEle.me                 | |
| 2018年9月  | 商湯科技                                                                                         | 香港の旗           | 10億ドル          | -                              | 顔認識技術                                         | |
| 2018年9月  | オープンドア・ラボ                                                                               | アメリカ合衆国の旗 | 4億ドル           | -                              | オンライン住宅販売                                 | |
| 2018年10月 | Heed                                                                                             | アメリカ合衆国の旗 | 3,500万ドル       | -                              | スポーツエンゲージメントサービス                   | |
| 2018年10月 | Loggi                                                                                            | ブラジルの旗       | 1億1,100万ドル    | -                              | 貨物と食配                                         | |
| 2018年10月 | Team8                                                                                            | イスラエルの旗     | 8,500万ドル       | -                              | サイバーセキュリティ                               | |
| 2018年10月 | 字節跳動                                                                                         | 中華人民共和国の旗 | 30億ドル          | 750億ドル                      | ニュースアプリToutiao運営 動画共有アプリTikTok運営 | |
| 2018年10月 | Gauss Surgical                                                                                   | アメリカ合衆国の旗 | 2,000万ドル       | -                              | 医療技術                                           | |
| 2018年10月 | Domio                                                                                            | アメリカ合衆国の旗 | 1,200万ドル       | -                              | アパートホテルスタートアップ                       | |
| 2018年10月 | Airtel Africa                                                                                    | オランダの旗       | 12億5,000万ドル   | -                              | 携帯電話事業者                                     | |
| 2018年11月 | ズームピザ                                                                                       | アメリカ合衆国の旗 | 3億7,500万ドル    | -                              | ピザのロボット宅配                                 | 最終的に7億5000万ドル出資予定 |
| 2018年11月 | View                                                                                             | アメリカ合衆国の旗 | 11億ドル          | -                              | ダイナミックガラス製造                             | |
| 2018年11月 | ウィーワーク                                                                                     | アメリカ合衆国の旗 | 30億ドル          | -                              | コワーキングスペース                               | 追加出資 |
| 2018年11月 | ロイバントサイエンシズ                                                                           | バミューダ諸島の旗 | 2億ドル           | -                              | バイオ医薬品                                       | 追加出資 |
| 2018年11月 | オートメーション・エニウェア                                                                     | アメリカ合衆国の旗 | 3億ドル           | -                              | RPA技術                                            | |
| 2018年11月 | Forward Ventures                                                                                 | 大韓民国の旗       | 20億ドル          |                                | ECサイト Coupang運営                               | 追加出資 |
| 2018年11月 | ParkJockey                                                                                       | アメリカ合衆国の旗 | 8億ドル           | -                              | 駐車管理プラットフォーム                           | |
| 2018年12月 | トコペディア                                                                                     | インドネシアの旗   | 11億ドル          | -                              | ECサイト Tokopedia運営                             | 追加出資 |
| 2018年12月 | Truthful                                                                                         | アメリカ合衆国の旗 | 3億8,500万ドル    | -                              | 自動車リースfair.com運営                           | |
| 2018年12月 | Relay Therapeutics                                                                               | アメリカ合衆国の旗 | 4億ドル           | -                              | 新薬発見エンジン                                   | |
| 2018年12月 | ザイマージェン                                                                                   | アメリカ合衆国の旗 | 4億ドル           |                                | 微生物加工技術                                     | 追加出資 |
| 2018年12月 | Cambridge Mobile Telematics                                                                      | アメリカ合衆国の旗 | 5億ドル           | -                              | 運転行動分析                                       | |
| 2019年1月  | カテラ                                                                                           | アメリカ合衆国の旗 | 7億ドル           | -                              | 建設技術会社                                       | 追加出資 |
| 2019年1月  | ウィーワーク                                                                                     | アメリカ合衆国の旗 | 20億ドル          | -                              | コワーキングスペース                               | |
| 2019年1月  | FirstCry                                                                                         | インドの旗         | 1億5,000万ドル    | 42％                           | ベビー用品小売業者                                 | |
| 2019年2月  | オークノース銀行                                                                                 | イギリスの旗       | 4億4,000万ドル    | -                              | 中小企業向け銀行                                   | |
| 2019年2月  | ニューロ                                                                                         | アメリカ合衆国の旗 | 9億4,000万ドル    | -                              | 自動運転配達                                       | |
| 2019年2月  | オヨ・ルームズ                                                                                   | インドの旗         | 1億ドル           |                                | ホテル予約サイト                                   | 追加出資 |
| 2019年2月  | Clutter                                                                                          | アメリカ合衆国の旗 | 2億ドル           | -                              | ストレージ会社                                     | |
| 2019年2月  | ドアダッシュ                                                                                     | アメリカ合衆国の旗 | 4億ドル           |                                | 食品宅配                                           | 追加出資 |
| 2019年2月  | フレックスポート                                                                                 | アメリカ合衆国の旗 | 10億ドル          |                                | 貨物輸送                                           | |
| 2019年2月  | ボストン・ダイナミクス                                                                           | アメリカ合衆国の旗 | 3,700万ドル       |                                | ロボットメーカー                                   | 追加出資 |
| 2019年2月  | 車好多                                                                                           | 中華人民共和国の旗 | 15億ドル          |                                | 中古車売買                                         | |
| 2019年2月  | グローファーズ                                                                                   | インドの旗         | 6,000万ドル       |                                | オンライン食料品配送サービス                       | 追加出資 |
| 2019年3月  | グラブ                                                                                           | シンガポールの旗   | 15億ドル          |                                | 配車アプリ GrabTaxi運営                            | 追加出資 |
| 2019年3月  | Exeger Sweden                                                                                    | スウェーデンの旗   | 1,000万ドル       |                                | ソーラーパネルメーカー                             | |
| 2019年3月  | ワンウェブ                                                                                       | アメリカ合衆国の旗 | 13億ドル          |                                | 衛星通信会社                                       | 追加出資 |
| 2019年3月  | オープンドア・ラボ                                                                               | アメリカ合衆国の旗 | 3億ドル           | -                              | オンライン住宅販売                                 | 追加出資 |
| 2019年3月  | Delhivery                                                                                        | インドの旗         | 4億1,300万ドル    | -                              | 物流                                               | |
| 2019年3月  | 達闥                                                                                             | 中華人民共和国の旗 | 3億ドル           |                                | AIクラウドサービス                                 | 追加出資 |
| 2019年4月  | カバッジ                                                                                         | アメリカ合衆国の旗 | 7億ドル           |                                | オンライン金融                                     | 追加出資 |
| 2019年4月  | レモネード                                                                                       | アメリカ合衆国の旗 | 3億ドル           |                                | 住宅保険会社                                       | 追加出資 |
| 2019年4月  | ワイヤーカード                                                                                   | ドイツの旗         | 9億ユーロ         | 5.6％                          | 決済サービス                                       | |
| 2019年4月  | Klook                                                                                            | 香港の旗           | 2億2,500万ドル    |                                | 旅行予約サービス                                   | |
| 2019年4月  | Advanced Technologies Group                                                                      | アメリカ合衆国の旗 | 10億ドル          |                                | Uber自動運転技術部門                               | |
| 2019年4月  | RAPPI                                                                                            | コロンビアの旗     | 10億ドル          |                                | 宅配アプリサービス                                 | |
| 2019年4月  | Clip                                                                                             | メキシコの旗       | 2,000万ドル       |                                | スマホ向けクレジットカード読み取り機               | |
| 2019年5月  | PolicyBazaar                                                                                     | インドの旗         | 1億5,200万ドル    | -                              | オンライン保険販売                                 | 追加出資 |
| 2019年5月  | GMクルーズ                                                                                       | アメリカ合衆国の旗 | 12億ドル          | -                              | 自動運転技術                                       | 追加出資 |
| 2019年5月  | Greensill Capital                                                                                | イギリスの旗       | 8億ドル           |                                | 金融サービス                                       | |
| 2019年5月  | グローファーズ                                                                                   | インドの旗         | 2億ドル           |                                | オンライン食料品配送サービス                       | 追加出資 |
| 2019年5月  | ゲットユアガイド                                                                                 | ドイツの旗         | 4億8,400万ドル    |                                | オンライン観光プラン販売                           | |
| 2019年5月  | ドアダッシュ                                                                                     | アメリカ合衆国の旗 | 6億ドル           |                                | 食品宅配                                           | 追加出資 |
| 2019年6月  | Loggi                                                                                            | ブラジルの旗       | 1億5,000万ドル    | -                              | 貨物と食配                                         | 追加出資 |
| 2019年6月  | Gympass                                                                                          | ブラジルの旗       | 3億ドル           | -                              | フィットネスジム                                   | |
| 2019年6月  | Collective Health                                                                                | アメリカ合衆国の旗 | 2億500万ドル      | -                              | 医療保険サービス                                   | |
| 2019年6月  | Fungible                                                                                         | アメリカ合衆国の旗 | 2億ドル           | -                              | データセンター                                     | |
| 2019年7月  | Ola Electric                                                                                     | インドの旗         | 2億5000万ドル     | -                              | 電気自動車事業                                     | |
| 2019年7月  | Creditas                                                                                         | ブラジルの旗       | 2億ドル           | -                              | オンライン金融会社                                 | |
| 2019年7月  | VANTIQ                                                                                           | アメリカ合衆国の旗 | -                 | 9.53%                          | データ解析                                         | |
| 2019年7月  | グラブ                                                                                           | シンガポールの旗   | 20億ドル          |                                | 配車アプリ GrabTaxi運営                            | 追加出資 |
| 2019年7月  | コンパス                                                                                         | アメリカ合衆国の旗 | 3億7,000万ドル    |                                | 不動産仲介                                         | |
| 2019年7月  | Banco Inter                                                                                      | ブラジルの旗       | 3億3,000万ドル    | 8.10％                         | オンライン金融                                     | |
| 2019年8月  | サイバーリーズン                                                                                 | アメリカ合衆国の旗 | 2億ドル           |                                | サイバーセキュリティ                               | 追加出資 |
| 2019年8月  | ガネット・カンパニー                                                                             | アメリカ合衆国の旗 | 13億8000万ドル    |                                | 新聞社                                             | NYSE:GCI New Media Investment |
| 2019年8月  | Volanty                                                                                          | ブラジルの旗       | 1,760万ドル       |                                | オンライン中古車販売                               | |
| 2019年8月  | C2FO                                                                                             | アメリカ合衆国の旗 | 2億ドル           | -                              | 金融テクノロジー                                   | |
| 2019年8月  | Energy Vault                                                                                     | スイスの旗         | 1億1,000万ドル    | -                              | 電力貯蔵技術                                       | |
| 2019年8月  | グローファーズ                                                                                   | インドの旗         | 7,000万ドル       | -                              | オンライン食料品配送サービス                       | 追加出資 |
| 2019年9月  | Banco Inter                                                                                      | ブラジルの旗       | -                 | 14.94％                        | オンライン金融                                     | 追加出資 |
| 2019年9月  | madeiramadeira                                                                                   | ブラジルの旗       | 1億1,000万ドル    | -                              | 電子商取引                                         | |
| 2019年9月  | QuintoAndar                                                                                      | ブラジルの旗       | 2億5,000万ドル    | -                              | 賃貸住宅                                           | |
| 2019年9月  | ユニゾホールディングス                                                                           | 日本の旗           | 1,375億円         | 100％                          | 不動産事業                                         | Fortress InvestmentによるTOB中 |
| 2019年9月  | ZOZO                                                                                             | 日本の旗           | 4,007億円         | 50.1％                         | アパレルECサイト                                   | ヤフーによるTOB中 |
| 2019年9月  | Truthful                                                                                         | アメリカ合衆国の旗 | 5億ドル           | -                              | 自動車リースfair.com運営                           | 融資 |
| 2019年9月  | MadeiraMadeira                                                                                   | ブラジルの旗       | 1億1,000万ドル    | -                              | ECサイト                                           | |
| 2019年9月  | Buser                                                                                            | ブラジルの旗       | -                 | -                              | バス旅行仲介サイト                                 | |
| 2019年10月 | ウィーワーク                                                                                     | アメリカ合衆国の旗 | 95億ドル          | 80％                           | コワーキングスペース                               | 追加出資および融資 |
| 2019年10月 | Olist                                                                                            | ブラジルの旗       | 4,670万ドル       | -                              | EC仮想店舗インテグレーター                         | |
| 2019年10月 | Greensill Capital                                                                                | イギリスの旗       | 6億5,500万ドル    | -                              | 金融サービス                                       | 追加出資 |
| 2019年10月 | オヨ・ルームズ                                                                                   | インドの旗         | 15億ドル          |                                | ホテル予約サイト                                   | 追加出資 |
| 2019年11月 | プレンティ                                                                                       | アメリカ合衆国の旗 | 2億6,000万ドル    | -                              | 垂直農法技術                                       | 追加出資 |
| 2019年11月 | VTEX                                                                                             | ブラジルの旗       | 1億4,000万ドル    | -                              | eコマース支援                                      | |
| 2019年11月 | ペイティーエム                                                                                   | インドの旗         | 10億ドル          | -                              | 電子決済Paytm運営                                  | 追加出資 |
| 2019年11月 | オートメーション・エニウェア                                                                     | アメリカ合衆国の旗 | 2億9,000万ドル    | -                              | RPA技術                                            | 追加出資 |
| 2019年11月 | トコペディア                                                                                     | インドネシアの旗   | 15億ドル          | -                              | ECサイト Tokopedia運営                             | 追加出資予定 |
| 2019年11月 | Uala                                                                                             | アルゼンチンの旗   | 1億5,000万ドル    | -                              | 個人資産管理アプリ                                 | |
| 2019年12月 | Konfio                                                                                           | メキシコの旗       | 1億ドル           | -                              | 中小企業向け銀行                                   | |
| 2019年12月 | Accel Robotics                                                                                   | アメリカ合衆国の旗 | 3,000万ドル       | -                              | レジなし決済システム                               | |
| 2019年12月 | Goggo Network                                                                                    | ドイツの旗         | 4,400万ユーロ     | -                              | 自律モビリティネットワーク                         | |
| 2019年12月 | Domio                                                                                            | アメリカ合衆国の旗 | 1億ドル           | -                              | アパートメントホテル                               | |
| 2019年12月 | Lenskart                                                                                         | インドの旗         | 2億7,500万ドル    | -                              | メガネ小売り                                       | |
| 2020年1月  | Berkshire Grey                                                                                   | アメリカ合衆国の旗 | 2億6,300万ドル    | -                              | 倉庫ロボット                                       | |
| 2020年1月  | Bear Robotics                                                                                    | アメリカ合衆国の旗 | 3,580万ドル       | -                              | 料理配膳ロボット                                   | |
| 2020年1月  | Skylo                                                                                            | アメリカ合衆国の旗 | 1億300万ドル      | -                              | 衛星ネットワーク                                   | |
| 2020年1月  | メンフィス・ミーツ                                                                               | アメリカ合衆国の旗 | 1億6,100万ドル    | -                              | 人工肉製造                                         | |
| 2020年1月  | AlphaCredit                                                                                      | メキシコの旗       | 1億2,500万ドル    | -                              | 中小企業向けの消費者金融                           | |
| 2020年1月  | Alto Pharmacy                                                                                    | アメリカ合衆国の旗 | 2億5,000万ドル    | -                              | オンライン薬局                                     | |
| 2020年2月  | FirstCry                                                                                         | インドの旗         | 1億5,000万ドル    | -                              | ベビー用品小売業者                                 | 追加出資 |
| 2020年2月  | Karius                                                                                           | アメリカ合衆国の旗 | 1億6,500万ドル    | -                              | 医療診断サービス                                   | |
| 2020年2月  | Behavox                                                                                          | イギリスの旗       | 1億ドル           | -                              | 従業員監視ソフトウエア                             | |
| 2020年2月  | 貝殻(Beike)                                                                                      | 中華人民共和国の旗 | 5億ドル           | -                              | ke.com                                             | |
| 2020年2月  | 自如(Ziroom)                                                                                     | 中華人民共和国の旗 | 10億ドル          | -                              | 賃貸住宅仲介会社                                   | |